# Liste von Sakralbauten in Koblenz

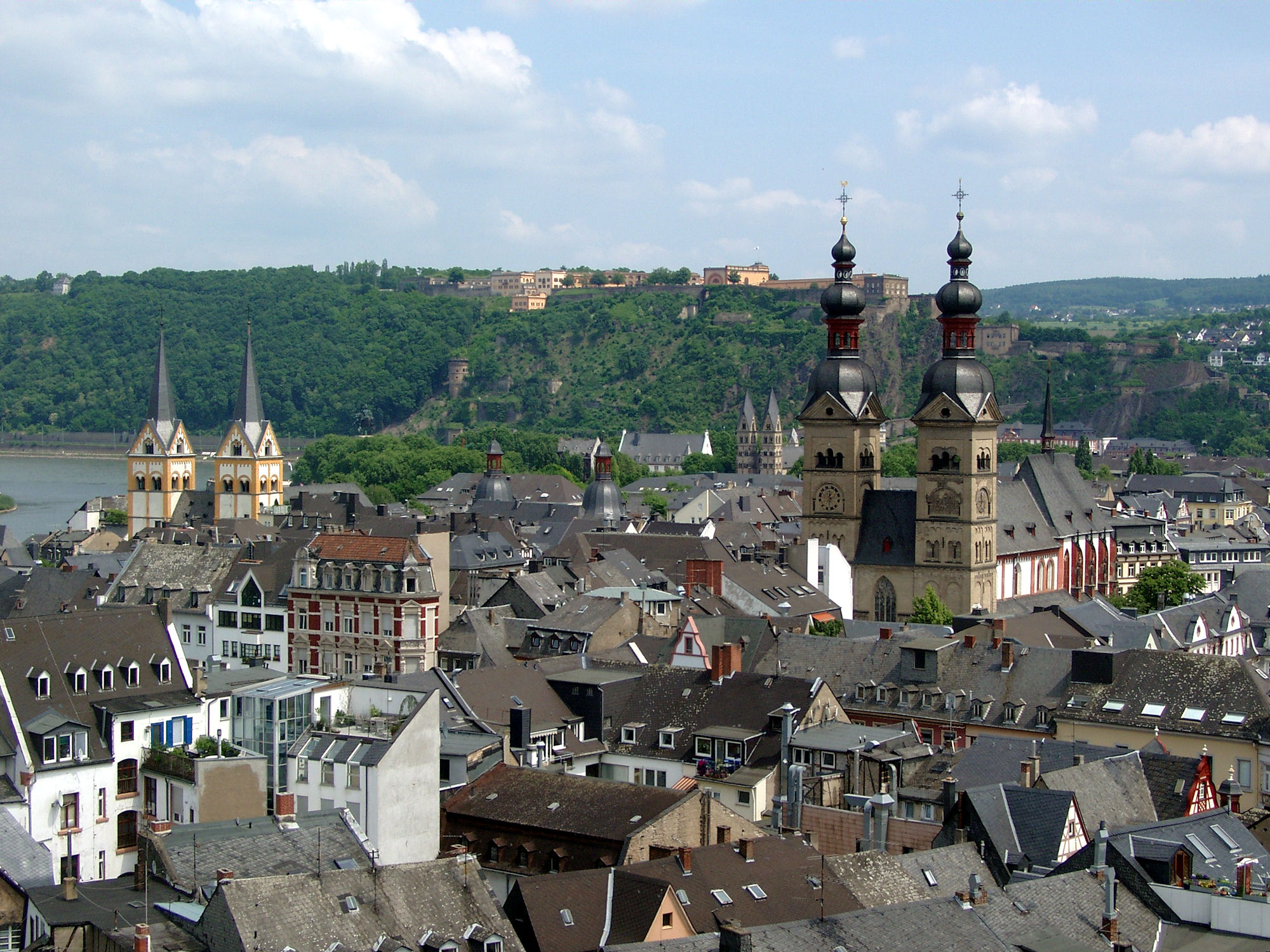
Blick auf die Koblenzer Altstadt: Florinskirche (links), Liebfrauenkirche (rechts) und im Hintergrund die Basilika St. Kastor

Die Liste von Sakralbauten in Koblenz bietet eine Übersicht über die Sakralbauten in Koblenz (Rheinland-Pfalz).

## Erklärung
- Name: Nennt den Namen des Sakralbaus
- Religion: Nennt die Religion, zu der der Sakralbau gehört
- Richtung: Nennt die Richtung der Glaubensgemeinschaft
- Nutzung: Nennt die Nutzung des Sakralbaus, z. B. als Kirche, Kapelle, Kloster, Synagoge, Moschee oder Pagode
- Stadtteil: Nennt den Stadtteil von Koblenz, in dem sich der Sakralbau befindet
- Bauzeit: Nennt die Bauzeit des erstmals an gleicher Stelle errichteten Sakralbaus
- Beschreibung: Kurze Beschreibung des Sakralbaus
- Schutz: Gibt an, ob der Sakralbau ein eingetragenes Kulturdenkmal ist, unter dem Schutz der Haager Konvention steht und/oder Teil des UNESCO-Welterbes Oberes Mittelrheintal ist
- Bild: Bild des Sakralbaus (falls vorhanden)

Hinweis: Die Liste ist sortierbar. Durch Anklicken eines Spaltenkopfes wird die Liste nach dieser Spalte sortiert, zweimaliges Anklicken kehrt die Sortierung um. Durch das Anklicken zweier Spalten hintereinander lässt sich jede gewünschte Kombination erzielen.

## Sakralbauten
| Name                                    | Religion    | Richtung                               | Nutzung                      | Stadtteil          | Bauzeit             | Beschreibung | Schutz                                     | Bild |
| --------------------------------------- | ----------- | -------------------------------------- | ---------------------------- | ------------------ | ------------------- | --- | ------------------------------------------ | ---- |
| St. Jakobus                             | Christentum | alt-katholisch                         | Kapelle                      | Altstadt           | 1355                | Ehemalige Friedhofskapelle der nahe gelegenen Deutschordenskommende, seit 1968 Kapelle der alt-katholischen Gemeinde in Koblenz | Kulturdenkmal, Welterbe                    |      |
| St. Jakobus                             | Christentum | alt-katholisch                         | Pfarrkirche                  | Asterstein         | 1981                | Umzug 2013 in das ehemalige Evangelische Gemeindezentrum, da die St.-Jakobus-Kapelle zu klein wurde |                                            |      |
| Florinskirche                           | Christentum | evangelisch                            | Pfarrkirche                  | Altstadt           | um 1100             | Romanische Pfeilerbasilika mit gotischem Chor (ca. 1350) über römischem Stadtturm, ehemals Kirche eines bedeutenden Stiftes, von dem sich das romanische Kapitelhaus erhalten hat                                                                                                 | Kulturdenkmal, Haager Konvention, Welterbe |      |
| Christuskirche                          | Christentum | evangelisch                            | Pfarrkirche                  | Südliche Vorstadt  | 1901–1904           | Neugotische Kirche des Berliner Architekten Johannes Vollmer in exponierter städtebaulicher Lage an der damals neuen Prachtstraße Kaiser-Wilhelm-Ring (heute Friedrich-Ebert-Ring) im Rahmen der südlichen Stadterweiterung erbaut, erster evangelischer Kirchenneubau in Koblenz | Kulturdenkmal, Welterbe                    |      |
| Evangelische Kirche Koblenz-Güls        | Christentum | evangelisch                            | Pfarrkirche                  | Güls               |                     | |                                            |      |
| Evangelische Kirche Koblenz-Kesselheim  | Christentum | evangelisch                            | Pfarrkirche                  | Kesselheim         |                     | |                                            |      |
| Evangelische Kirche Koblenz-Metternich  | Christentum | evangelisch                            | Pfarrkirche                  | Metternich         | 1898                | Erbaut für Lippische Ziegler und Metternicher Bürger durch den Koblenzer Pfarrer Otto Seeger | Kulturdenkmal                              |      |
| Evangelische Kirche Koblenz-Pfaffendorf | Christentum | evangelisch                            | Pfarrkirche                  | Pfaffendorf        | 1901–1904           | Neugotischer Bau des heimischen Architekten Erhard Müller, nach den evangelischen Architekturleitlinien des so genannten Wiesbadener Programms errichtet | Kulturdenkmal, Welterbe                    |      |
| Hoffnungskirche                         | Christentum | evangelisch                            | Pfarrkirche                  | Pfaffendorfer Höhe | 1964–1966           | Im Rahmen der Militärseelsorge für benachbarte Kasernen errichtet |                                            |      |
| Lutherkapelle                           | Christentum | evangelisch                            | Kapelle                      | Horchheim          | um 1830             | Errichtet von Johann Claudius von Lassaulx als Teehaus für Joseph Mendelssohn, seit 1922 evangelische Kapelle | Kulturdenkmal, Welterbe                    |      |
| Martin-Luther-Kirche                    | Christentum | evangelisch                            | Pfarrkirche                  | Neuendorf          | 1957–1958           | |                                            |      |
| Versöhnungskirche                       | Christentum | evangelisch                            | Pfarrkirche                  | Arenberg           | 1961                | schlichte Nachkriegsmoderne |                                            |      |
| Neuapostolische Kirche                  | Christentum | neuapostolisch                         | Pfarrkirche                  | Lützel             | 2002                | |                                            |      |
| Basilika St. Kastor                     | Christentum | katholisch                             | Basilika                     | Altstadt           | 817–836             | Das älteste Kirchengebäude von Koblenz, in seiner heutigen Gestalt wurde es zwischen 1150 und 1220 gebaut und diente bis 1802 als Kirche eines bedeutenden Stiftes, auf dem Vorplatz steht der Kastorbrunnen                                                                      | Kulturdenkmal, Haager Konvention, Welterbe |      |
| Liebfrauenkirche                        | Christentum | katholisch                             | Pfarrkirche                  | Altstadt           | 1180–1205           | Romanische Pfeilerbasilika mit gotischem Chor (1430 vollendet), die Hauptpfarrkirche der Stadt bis Ende des 18. Jahrhunderts | Kulturdenkmal, Haager Konvention, Welterbe |      |
| Jesuitenkirche                          | Christentum | katholisch                             | Filialkirche                 | Altstadt           | 1613–1617           | Kirche des benachbarten ehemaligen Jesuitenkollegs, 1944 bei einem Luftangriff zerstört, 1958–1959 wiederaufgebaut (Architekt:Gottfried Böhm) | Kulturdenkmal, Welterbe                    |      |
| Herz-Jesu-Kirche                        | Christentum | katholisch                             | Pfarrkirche                  | Altstadt           | 1900–1903           | Bedeutende neuromanische Pfeilerbasilika des Architekten Ludwig Becker, erbaut im Rahmen der südlichen Stadterweiterung | Kulturdenkmal, Haager Konvention, Welterbe |      |
| Dreifaltigkeitskapelle                  | Christentum | katholisch                             | Kapelle                      | Südliche Vorstadt  | 1847–1848           | Erbaut für Kurgäste der benachbarten Kaltwasserheilanstalt Bad Laubach | Kulturdenkmal, Welterbe                    |      |
| Dreifaltigkeitskapelle                  | Christentum | katholisch                             | Kapelle                      | Güls               | (?)                 | Gedenkstätte für die Hochwasserkatastrophe von 1932 | Kulturdenkmal                              |      |
| Großheiligenhäuschen                    | Christentum | katholisch                             | Kapelle                      | Güls               | 15. Jahrhundert     | | Kulturdenkmal                              |      |
| Heilig-Kreuz-Kirche                     | Christentum | katholisch                             | Pfarrkirche                  | Ehrenbreitstein    | 1704–1707           | Ursprünglich italienisierende Kreuzkuppelkirche von 1704–1707, wurde im Zweiten Weltkrieg zerstört, Neubau 1962–1964 von Martin Ufer konzipiert mit Glasmalereien von Johannes Schreiter                                                                                          |                                            |      |
| Klausenbergkapelle                      | Christentum | katholisch                             | Kapelle                      | Ehrenbreitstein    | 19. Jahrhundert     | Gedenktafel von 1901 für den 1795 gefallenen Leutnant Freiherr Arnold von Solemacher und 15 kurtrierische Jäger | Kulturdenkmal, Welterbe                    |      |
| Maria Hilf                              | Christentum | katholisch                             | Kapelle und Wallfahrtskirche | Lützel             | 1903–1907           | Anbau einer Wallfahrtskirche 1952–1953 an bestehende neugotische Kapelle | Kulturdenkmal                              |      |
| Maria Himmelfahrt                       | Christentum | katholisch                             | Pfarrkirche                  | Asterstein         | 1959                | Auf dem Grundriss des Heiligen Rocks erbaut | Kulturdenkmal, Welterbe                    |      |
| Michaelskapelle                         | Christentum | katholisch                             | Kapelle                      | Altstadt           | 1321                | Ehemalige Friedhofskapelle neben der Liebfrauenkirche | Kulturdenkmal, Welterbe                    |      |
| Kapelle Zur Mutter der schönen Liebe    | Christentum | katholisch                             | Kapelle                      | Arzheim            | 1844–1846           | Die Errichtung geht auf eine Sage zurück, Innenraum mit Fresko von Franz Ittenbach | Kulturdenkmal, Welterbe                    |      |
| Peter-Friedhofen-Kapelle                | Christentum | katholisch                             | Kapelle                      | Altstadt           | 1854                | Kapelle des ersten Mutterhauses der Barmherzigen Brüder von Maria Hilf, eines von Peter Friedhofen gegründeten Ordens | Kulturdenkmal, Welterbe                    |      |
| Wendelinuskapelle                       | Christentum | katholisch                             | Kapelle                      | Pfaffendorf        |                     | Zeugnis der Volksfrömmigkeit | Kulturdenkmal, Welterbe                    |      |
| St. Aldegundis                          | Christentum | katholisch                             | Pfarrkirche                  | Arzheim            | 15. Jahrhundert     | Umbau und Erweiterung der Kirche in den Jahren 1900–1901 und 1970–1971 | Kulturdenkmal, Welterbe                    |      |
| St. Antonius                            | Christentum | katholisch                             | Pfarrkirche                  | Lützel             | 1968–1969           | Erste Antoniuskirche wurde 1899–1900 erbaut und im Zweiten Weltkrieg zerstört, Neubau an einem anderen Standort |                                            |      |
| St. Antonius Eremit                     | Christentum | katholisch                             | Kapelle                      | Güls-Bisholder     | 1764 (?)            | Erste Erwähnung einer Vorgängerkapelle 1546, Filiale von St. Servatius | Kulturdenkmal                              |      |
| St. Beatus                              | Christentum | katholisch                             | Pfarrkirche                  | Karthause          | 1951–1953           | Erster Kirchenbau auf dem Höhenstadtteil, errichtet in Tradition der Benediktiner und Kartäuser, die hier den heiligen Beatus verehrten |                                            |      |
| St. Bruno                               | Christentum | katholisch                             | Kapelle                      | Karthause          | 1969                | |                                            |      |
| St. Elisabeth                           | Christentum | katholisch                             | Pfarrkirche, Jugendkirche    | Rauental           | 1953–1954           | Nach Plänen von Dominikus und Gottfried Böhm erbaut, der freistehende Glockenturm entstand 1962 | Kulturdenkmal, Welterbe                    |      |
| St. Erasmus                             | Christentum | katholisch                             | Filialkirche                 | Immendorf          | 1938–1940           | Filialkirche von St. Nikolaus, Patronat geht zurück auf eine um 1675 auf dem Dorfplatz Immendorf errichtete Kapelle (1891 erneuert, 1945 abgerissen) |                                            |      |
| St. Franziskus                          | Christentum | katholisch                             | Pfarrkirche                  | Goldgrube          | 1968–1969           | |                                            |      |
| St. Hedwig                              | Christentum | katholisch                             | Pfarrkirche                  | Karthause          | 1973–1974           | |                                            |      |
| St. Johannes Enthauptung                | Christentum | katholisch                             | Pfarrkirche                  | Metternich         | um 1204             | Neubarocker Kirchenbau von 1914–1916, spätromanischer Westturm um 1204 errichtet, Kirche mit zwei Kirchtürmen | Kulturdenkmal                              |      |
| St. Josef                               | Christentum | katholisch                             | Pfarrkirche                  | Südliche Vorstadt  | 1900–1903           | Neugotische Kirche von dem Düsseldorfer Architekten Josef Kleesattel erbaut, in wichtiger städtebaulicher Lage als Zentrum der südlichen Stadterweiterung, mit über 90 m höchster Kirchturm der Stadt                                                                             | Kulturdenkmal, Welterbe                    |      |
| St. Josef                               | Christentum | katholisch                             | Kapelle                      | Moselweiß          | 1860–1861           | ursprünglich Waisenhauskapelle, seit 1923 Kapelle des Krankenhauses Kemperhof | Kulturdenkmal                              |      |
| St. Konrad                              | Christentum | katholisch                             | Pfarrkirche                  | Metternich         | 1956–1964           | |                                            |      |
| St. Laurentius                          | Christentum | katholisch                             | Pfarrkirche                  | Moselweiß          | um 1107             | Spätromanische Pfeilerbasilika um 1200 mit bedeutender spätgotischer Kanzel, Turm bereits um 1107 entstanden | Kulturdenkmal, Haager Konvention           |      |
| St. Martin                              | Christentum | katholisch                             | Pfarrkirche                  | Kesselheim         | 12. Jahrhundert     | Romanischer Turm stammt von einer Vorgängerkirche aus dem 12. Jahrhundert, expressionistischer Kirchenbau von 1933 | Kulturdenkmal                              |      |
| St. Martin                              | Christentum | katholisch                             | Pfarrkirche                  | Pfaffendorfer Höhe | 1968–1971           | Errichtet in einem in den 1960er Jahren neu entstandenen Wohngebiet |                                            |      |
| St. Martinus                            | Christentum | katholisch                             | Pfarrkirche                  | Lay                | 13. Jahrhundert     | Romanische Kirche mit Erweiterungsbau aus den 1920ern, Krypta einer wahrscheinlich älteren Kirche | Kulturdenkmal, Haager Konvention           |      |
| St. Mauritius                           | Christentum | katholisch                             | Pfarrkirche                  | Rübenach           | 1862–1866           | Eine der wenigen Kirchen mit gemauerter Kirchturmspitze | Kulturdenkmal, Haager Konvention           |      |
| St. Maternus                            | Christentum | katholisch                             | Kapelle                      | Bubenheim          | 1908–1909           | Vorgängerbau an anderer Stelle von 1052, Filiale von St. Mauritius | Kulturdenkmal                              |      |
| St. Maximin                             | Christentum | katholisch                             | Pfarrkirche                  | Horchheim          | 1916–1918           | Bemerkenswerter neubarocker Bau mit Ausmalung der Erbauungszeit und romanischem Westturm | Kulturdenkmal, Welterbe                    |      |
| St. Menas                               | Christentum | katholisch                             | Pfarrkirche                  | Stolzenfels        | 1826–1833           | Erste Kapelle von 1197, die 1328 das ungewöhnliche Menas-Patrozinium erhielt, dem einzigen nördlich der Alpen, heutige Kirche erbaut nach Plänen von Johann Claudius von Lassaulx                                                                                                 | Kulturdenkmal, Welterbe                    |      |
| St. Nikolaus                            | Christentum | katholisch                             | Wallfahrtskirche             | Arenberg           | 1860–1872           | Neuromanische Pfeilerbasilika mit Ausstattung aus mineralogischen Steinen, Mittelpunkt religiöser Anlagen mit Darstellungen biblischer Szenen in einem romantischen Landschaftsgarten, vom örtlichen Pfarrer Johann Baptist Kraus zwischen 1844 und 1860 entworfen                | Kulturdenkmal, Welterbe                    |      |
| St. Pankratius                          | Christentum | katholisch                             | Pfarrkirche                  | Niederberg         | 1802–1806           | Vorgängerbau aus dem 11. Jahrhundert, 1959 erweitert | Kulturdenkmal, Welterbe                    |      |
| St. Peter                               | Christentum | katholisch                             | Pfarrkirche                  | Neuendorf          | 1723–1725           | Der ursprünglich turmlose Saalbau wurde 1912–1915 erweitert | Kulturdenkmal                              |      |
| St. Peter und Paul                      | Christentum | katholisch                             | Pfarrkirche                  | Pfaffendorf        | 14. Jahrhundert     | Eine Vorgängerkirche kann bis ins frühe 14. Jahrhundert belegt werden, heutiger Bau 1901–1903 | Kulturdenkmal, Welterbe                    |      |
| St. Sebastianus                         | Christentum | katholisch                             | Kapelle                      | Güls               | 1866                | Erbaut in Folge einer Choleraepidemie | Kulturdenkmal                              |      |
| Alt-St. Servatius                       | Christentum | katholisch                             | profaniert                   | Güls               | 12./13. Jahrhundert | Erste Pfarrkirche von Güls | Kulturdenkmal                              |      |
| St. Servatius                           | Christentum | katholisch                             | Pfarrkirche                  | Güls               | 1833–1840           | Neubau, nachdem die alte Servatiuskirche zu klein wurde | Kulturdenkmal, Haager Konvention           |      |
| Kloster Arenberg                        | Christentum | Dominikanerinnen                       | Kloster                      | Arenberg           | 1864                | |                                            |      |
| Kloster Bethlehem                       | Christentum | Kapuzinerinnen von der Ewigen Anbetung | Kloster                      | Pfaffendorf        | 1904                | Neugründung von Schwestern aus dem Kloster Maria Hilf in Mainz | Kulturdenkmal, Welterbe                    |      |
| Kapuzinerkloster Koblenz                | Christentum | Kapuziner                              | Kloster                      | Ehrenbreitstein    | 1627–1629           | Kapuzinerkloster mit St.-Franziskus-Kirche, einzige auf Koblenzer Stadtgebiet erhaltene Barockkirche, typische Kapuzinerkirche mit Loretokapelle und bemerkenswerter Ausstattung des 18. Jahrhunderts, Kloster wurde 2008 aufgelöst                                               | Kulturdenkmal, Welterbe                    |      |
| Kloster Maria Trost                     | Christentum | Schwestern vom Guten Hirten            | Kloster                      | Kesselheim         | 1888                | Kloster wurde aufgelöst, die Gebäude 1988 gesprengt |                                            |      |
| Pallottinerkloster Koblenz              | Christentum | Pallottiner                            | Kloster                      | Ehrenbreitstein    | 1893                | Kloster wurde 1978 aufgelöst | Kulturdenkmal, Welterbe                    |      |
| Salesianerinnenkloster Koblenz          | Christentum | Salesianerinnen                        | Kloster                      | Moselweiß          | 1863                | Kloster wurde 1986 aufgelöst, Klosterkirche wurde von der Priesterbruderschaft St. Pius X. übernommen | Kulturdenkmal                              |      |
| Synagoge Koblenz                        | Judentum    |                                        | Synagoge                     | Rauental           | 1925                | Gotteshaus der jüdischen Kultusgemeinde von Koblenz und der umliegenden Landkreise, ehemalige Trauerhalle des angrenzenden jüdischen Friedhofs, 1947 umfunktioniert zur Synagoge                                                                                                  | Kulturdenkmal, Welterbe                    |      |
| Emir-Sultan-Moschee                     | Islam       | Sunniten                               | Moschee                      | Lützel             | 1965                | Gebetsraum unterhalten vom Türkischen Arbeitnehmerverein (Mitglied im Ditib) für türkischstämmige Gastarbeiter, seit 1990 am Schüllerplatz untergebracht, Umzug im Mai 2015 in die Theo-Mackeben-Straße                                                                           |                                            |      |
| Süleymaniye-Moschee                     | Islam       | Sunniten                               | Moschee                      | Neuendorf          | 1979                | Gebetsraum unterhalten vom Bildungs- und Kulturverein Koblenz (Mitglied im VIKZ) für türkischstämmige Gastarbeiter, zuerst in der Straße Am Ufer untergebracht, seit Mitte der 1990er Jahre im Nauweg                                                                             |                                            |      |
| Tahir-Moschee                           | Islam       | Ahmadiyya Muslim Jamaat                | Moschee                      | Lützel             | 2002–2004           | Erster islamischer Sakralbau in Koblenz |                                            |      |
| Bosnische Moschee                       | Islam       | Sunniten                               | Moschee                      | Neuendorf          | 2007                | Gebetsraum unterhalten von der Islamisch-Bosnischen-Gemeinschaft (Mitglied im IGBD) für bosnischstämmige Kriegsflüchtlinge |                                            |      |
| Aqsa-Moschee                            | Islam       | Sunniten                               | Moschee                      | Lützel             | 2009–2012           | Die Moschee wird vom Verein „Pak Dar-ul-Islam“ hauptsächlich für pakistanischstämmige Moslems unterhalten |                                            |      |
| Abu-Bakkr-Moschee                       | Islam       | Sunniten                               | Moschee                      | Lützel             | 2011                | Gebetsraum unterhalten vom „Verein der islamischen Kultur Koblenz“ hauptsächlich für Moslems aus arabischen Staaten |                                            |      |
| Buddhistisches Kloster                  | Buddhismus  |                                        | Pagode                       | Horchheim          | 2015                | Im ehemaligen katholischen Kolpinghaus wird für vietnamesische Buddhisten eine Pagode eingerichtet, in diesem buddhistisches Kloster werden zwei Nonnen leben |                                            |      |

## Zerstörte Sakralbauten

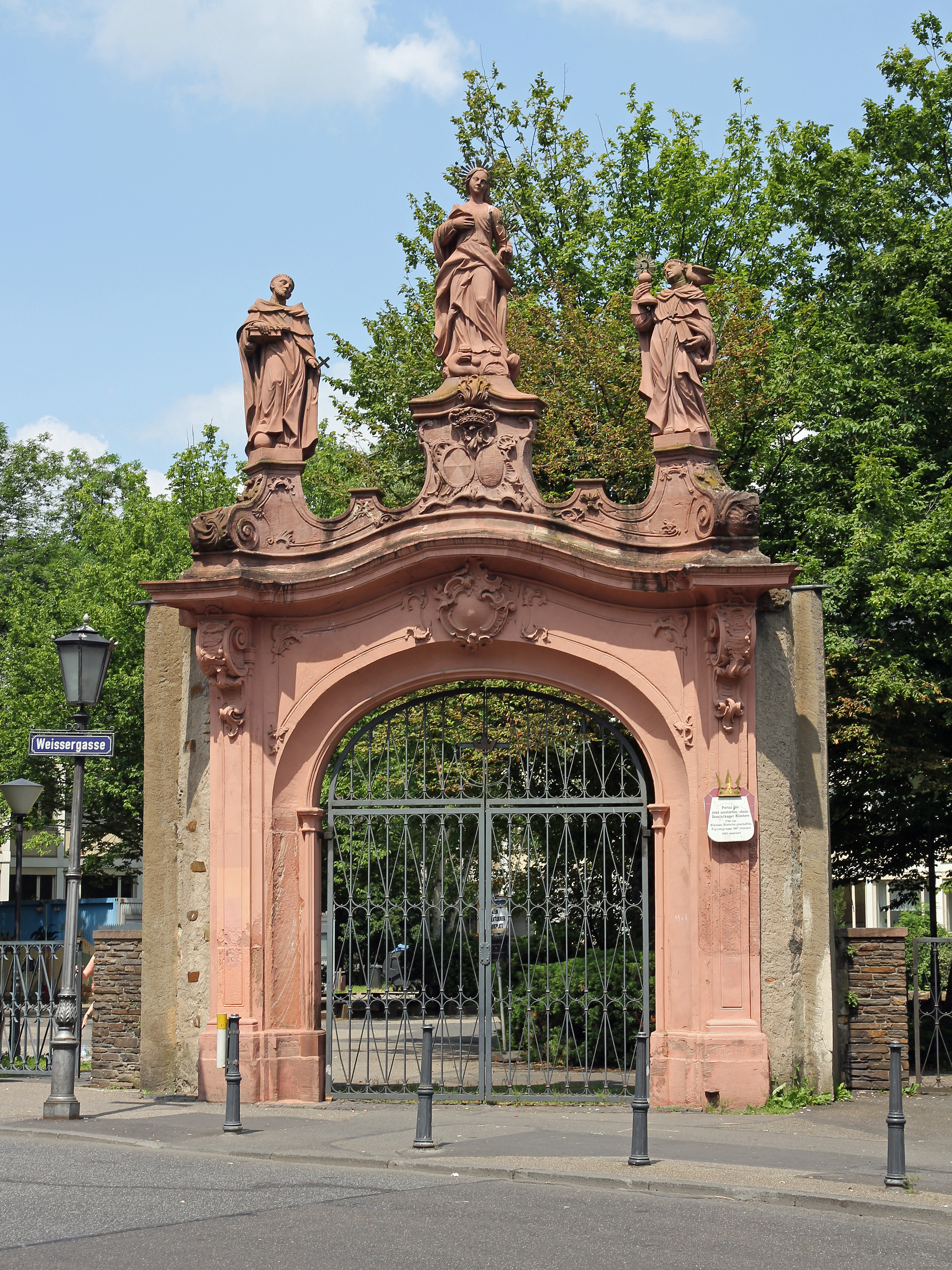
Das erhaltene Rokokoportal des Dominikanerklosters in der Weißer Gasse

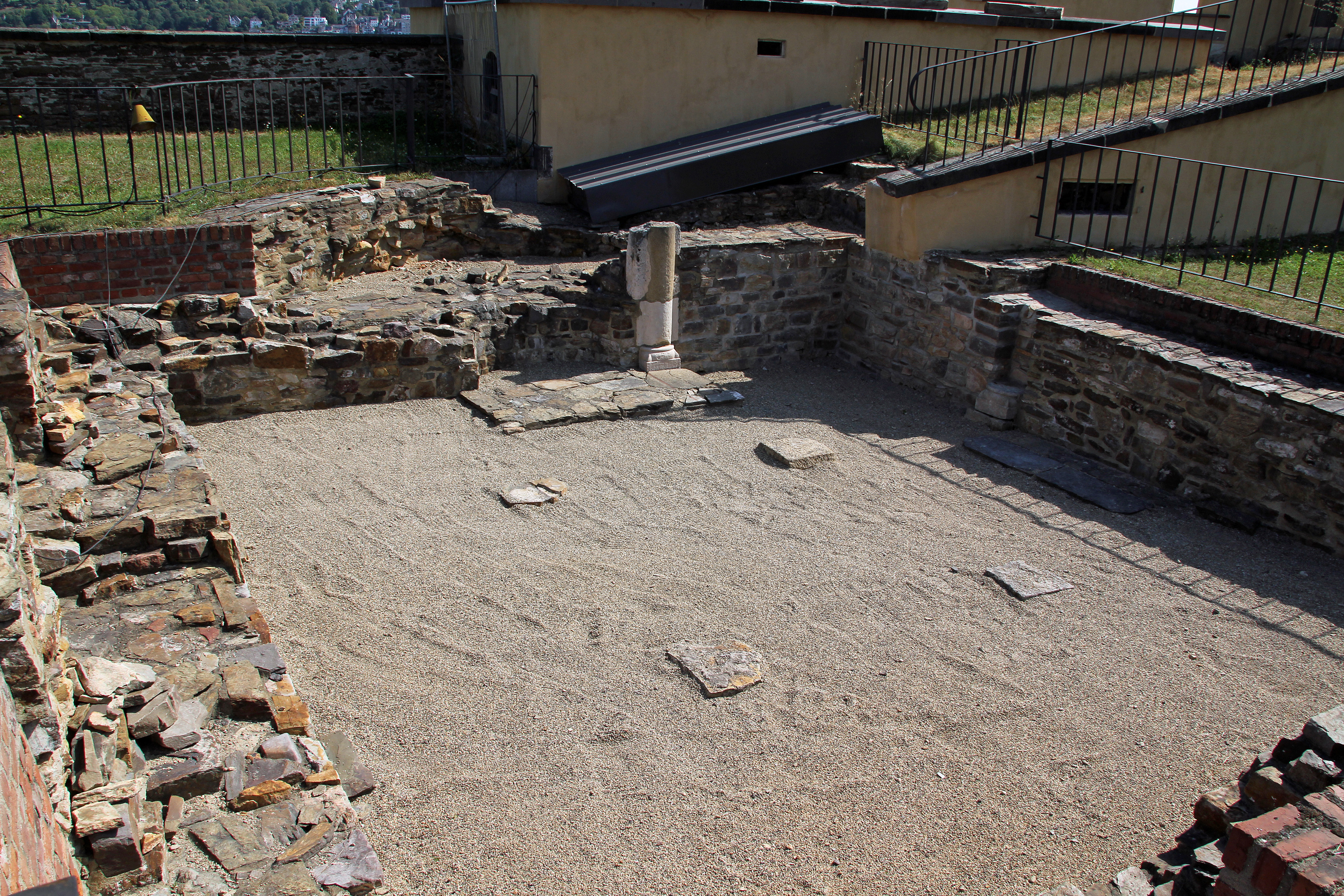
Krypta der Klosterkirche der Kartause Koblenz, Archäologische Ausgrabung im Hof des Forts Großfürst Konstantin

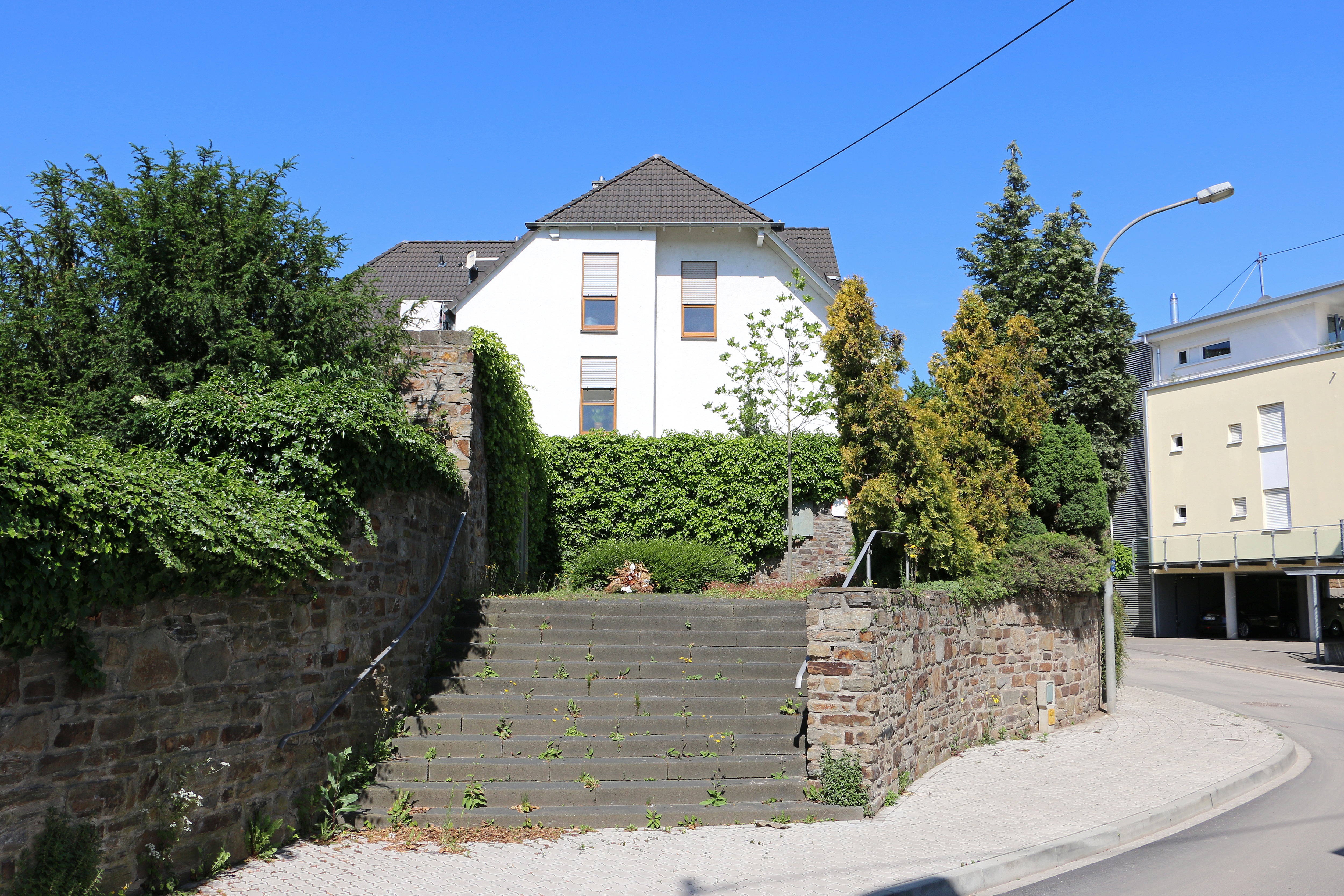
Die Gedenkstätte für die zerstörte Pfarrkirche St. Bernhard in Koblenz-Wallersheim

- Barbarakloster

Kloster mit schlicht gehaltener einschiffiger Kirche der Augustinerinnen in der Löhrstraße (Altstadt), errichtet 1708, säkularisiert 1802, das Kloster wurde 1930 abgerissen.
- Benediktinerinnenkloster

Kloster der Benediktinerinnen auf der Rheininsel Oberwerth seit 1142, säkularisiert 1802, später verkauft und teilweise zum Lehrerinnenseminargebäude umgebaut, letzte Reste in den 1930er Jahren beseitigt.
- Dominikanerkloster

Gotisches Kloster der Dominikaner in der Weißer Gasse in der Altstadt, gegründet 1233, säkularisiert 1802, starke Beschädigungen bei einem Luftangriff im Zweiten Weltkrieg, bis 1958 vollständig abgerissen, nur das Rokokoportal von 1754 blieb erhalten. Die Heiligenfiguren der Madonna, des heiligen Dominikus und des Thomas von Aquin über dem Tor wurden 1967 nach den originalen Torsos neu geschaffen.
- Franziskanerkloster

Im 13. Jahrhundert zwischen dem Stift St. Kastor und der Kornpforte von den Franziskanern gegründet, säkularisiert 1802, danach Hospital für Kranke, Vorläufer des Krankenhauses Kemperhof, bei den Luftangriffen im Zweiten Weltkrieg zerstört, Ruinen 1957 vollständig beseitigt.
- Karmeliterkirche

Kirchenbau mit Kloster der Karmeliten, von 1668 bis 1687 erbaut, säkularisiert 1802, danach diente die Kirche als preußische Garnisonkirche und das Klostergebäude als Gefängnis, bei einem Luftangriff im Zweiten Weltkrieg schwer beschädigt, Sprengung und Abriss trotz Wiederaufbaufähigkeit Mitte der 1950er Jahre.
- Kartäuserkloster

Gründung im 12. Jahrhundert von den Benediktiner auf dem Beatusberg, heute Karthause, 1241 wurde es dem heiligen Beatus und Servatius geweiht, 1331 übernahm der Orden der Kartäuser das Kloster, säkularisiert 1802, nach Verkauf an Preußen 1818 wurde das Kloster abgerissen und vom Fort Großfürst Konstantin überbaut.
- Pfarrkirche St. Antonius, Koblenz-Lützel

Erbaut 1889/90 in der Straße An der Ringmauer, stark zerstört im Zweiten Weltkrieg, 1954 abgerissen, Neubau an anderer Stelle.
- Pfarrkirche St. Bernhard, Koblenz-Wallersheim

Die Kirche wurde um 1200 erbaut und im Zweiten Weltkrieg 1945 zerstört, eine Steintafel erinnert an die Kirche.
- Markenbildchen-Kapelle, Koblenz-Südliche Vorstadt

Eine am 2. Juli 1851 an der Kreuzung Markenbildchenweg/Hohenzollernstraße eingeweihte Marien-Kapelle, im Zweiten Weltkrieg 1944 zerstört und nicht wiederaufgebaut, das dort aufgestellte um 1720 geschaffene Gnadenbild befindet sich heute in der Pfarrkirche St. Josef
- Synagoge am Bürresheimer Hof

In der Pogromnacht vom 9. November/10. November 1938 wurde die Synagoge am Bürresheimer Hof völlig verwüstet, ebenso wie der jüdische Friedhof in Koblenz-Rauental.